# Comfrey
Comfrey – miasto w Stanach Zjednoczonych, w stanie Minnesota, w hrabstwie Brown.